# Vernon Louis Parrington
Vernon Louis Parrington (geboren am 3. August 1871 in Aurora, Illinois; gestorben am 16. Juni 1929 in Winchcombe, Gloucestershire, England) war ein amerikanischer  Historiker und Literaturwissenschaftler. Sein 1927–1930 erschienenes Hauptwerk Main Currents in American Thought gilt bis heute als ein Meilenstein der amerikanischen Ideengeschichte und ist einer der „Gründertexte“ der Amerikanistik.

## Leben
Parrington wuchs im ländlichen Mittelwesten der USA auf, zunächst in Aurora (Illinois), ab 1877 dann in Kansas. Ab 1888 besuchte er das College der Kleinstadt Emporia, in der sein Vater Nachlassrichter war. 1891 konnte er mit Hilfe eines Stipendiums von 150 Dollar zur renommierten Harvard-Universität wechseln. Dort belegte er Kurse in englischer Literaturgeschichte, unter anderem bei Barrett Wendell (1855–1921). 1893 graduierte er zum B.A. und kehrte nach Emporia zurück, wo er zunächst Englisch und Französisch lehrte und den Aufbau der Fakultät für englische Sprache und Literatur organisierte.
1897 wechselte er an die University of Oklahoma, wo er bis 1903 zugleich Vorsitzender und einziges Mitglied der Englisch-Fakultät war; von 1897 bis 1900 war er zudem der Trainer der Football-Mannschaft der Universität. 1908 wurde Parrington neben einigen anderen Professoren Opfer einer heute berüchtigten „Säuberungsaktion“: konservative christliche Kreise, insbesondere die örtliche Southern Methodist Church, hatten Einfluss auf die Universitätsleitung gewonnen und erwirkten die Entlassung von allzu „liberalen“ Dozenten, insbesondere solche, die Tabak und Alkohol zusprachen und sich auf Tanzfesten amüsierten.  Parrington war all dieser Laster schuldig und wurde fristlos entlassen.
Er wechselte an die University of Washington in Seattle, wo er bis zu seinem Tod am Fachbereich Englisch bleiben sollte. Auch in späteren Jahren, als Parrington sich eine akademische Reputation erarbeitet hatte und ihn renommiertere Universitäten abwerben wollten, blieb er standhaft – vor allem, weil er eine ausgeprägte Abneigung gegen den etablierten Literatur- und Hochschulbetrieb der Ostküste hegte. Diese Aversion verstärkte sich 1908, als ihm nach seiner Entlassung in Oklahoma die Harvard-Universität die Zulassung zu einem Promotionsstudium verweigerte, da er für zu alt befunden wurde. Auch den jährlichen Versammlungen der Modern Language Association, dem Dachverband der amerikanischen Philologen, blieb er regelmäßig fern. Stattdessen widmete er sich mit großem Engagement der Lehre an seiner Provinzuniversität. Die Anzahl seiner Publikationen bis 1927 ist überschaubar: 1921 schrieb er für die Pacific Review einen Essay über James Branch Cabell, 1926 eine Einführung für eine Anthologie von Werken der Connecticut Wits und 1927 eine kurze Monographie über Sinclair Lewis; 1920 steuerte er zwei Kapitel zur Cambridge History of English and American Literature bei (Hawthorne und American Literature).
Umso überraschter war der amerikanische Literaturbetrieb, als 1927 die beiden ersten Bände von Parringtons bahnbrechendem Werk Main Currents in American Thought erschienen. Seit seiner Zeit in Oklahoma hatte sich Parrington zunehmend mit der amerikanischen Ideen- und Literaturgeschichte befasst und Material für ein Überblickswerk zu dieser Thematik gesammelt. Nachdem mehrere Verlage die Publikation abgelehnt hatten, sichtete Van Wyck Brooks, zu dieser Zeit Lektor für den renommierten Verlag Harcourt Brace, das Manuskript, erkannte seine Qualität und nahm Parrington unter Vertrag. Die Bände ernteten überschwängliche Rezensionen und wurden 1928 mit dem Pulitzer-Preis für Geschichte ausgezeichnet. 
Parrington reiste 1929 mit seiner Familie nach England, um dem plötzlichen Rummel um seine Person zu entfliehen und in der ländlichen Abgeschiedenheit eines Dorfes in Gloucestershire den letzten Band der Main Currents fertigzustellen. Am 16. Juni des Jahres erlag er einem Herzinfarkt. Die Mitarbeiter seiner Fakultät in Washington stellten aus seinen Manuskripten den dritten und letzten Band zusammen; er erschien postum 1930.

## Main Currents in American Thought
Sein Hauptwerk Main Currents in American Thought gilt bis heute als Standardwerk zur amerikanischen Ideengeschichte. Parringtons Interpretation der amerikanischen Literaturgeschichte gab der Amerikanistik ein methodisches wie ideologisches Gerüst, das diese Disziplin über Jahrzehnte hinweg prägte. Parrington suchte die Wesenszüge des behaupteten amerikanischen Nationalcharakters – Idealismus, Liberalismus, Individualismus – in der Literatur des Landes aufzuzeigen. Ein Schwerpunkt der Main Currents bildet die Konkurrenz zweier politischer Strömungen in den frühen Jahren der Republik, Alexander Hamiltons Elitismus und Thomas Jeffersons egalitärer Gesellschafts- und Staatsbegriff, wobei Parrington entschieden für letzteren eintrat.

### Werke
- The Connecticut Wits (1926)
- Sinclair Lewis, Our Own Diogenes (1927)
- Main Currents in American Thought, An Interpretation of American Literature from the Beginnings to 1920, 3 Bände 1927–1930 (Digitalisat).
  - Bd. 1: 1620–1800, The Colonial Mind. Harcourt Brace & Co., New York 1927.
  - Bd. 2: 1800–1860, The Romantic Revolution in America. Harcourt Brace & Co., New York 1927.
  - Bd. 3: 1860–1920, The Beginnings of Critical Realism, fertiggestellt von E. H. Eby. Harcourt Brace & Co., New York 1930.

### Sekundärliteratur
- Richard Hofstadter: The Progressive Historians: Turner, Beard, Parrington. Knopf, New York 1968.

| Personendaten    | Personendaten                                          |
| ---------------- | ------------------------------------------------------ |
| NAME             | Parrington, Vernon Louis                               |
| KURZBESCHREIBUNG | amerikanischer Literaturwissenschaftler und Historiker |
| GEBURTSDATUM     | 3. August 1871                                         |
| GEBURTSORT       | Aurora (Illinois)                                      |
| STERBEDATUM      | 16. Juni 1929                                          |
| STERBEORT        | Winchcombe, Gloucestershire, England                   |